# Sarhadd (ort i Afghanistan)
Sarhadd (persiska: سرحد) är en ort i Afghanistan.   Den ligger vid floden Sarhad (Wakhan Darya) i Wakhankorridoren i provinsen Badakhshan, i den nordöstra delen av landet, 500 kilometer nordost om huvudstaden Kabul. Sarhadd ligger 3 294 meter över havet och antalet invånare är 548.
Terrängen runt Sarhadd är bergig. Sarhadd ligger nere i en dal. Trakten runt Sarhadd är nära nog obefolkad, med mindre än två invånare per kvadratkilometer.. Det finns inga andra samhällen i närheten.
Trakten runt Sarhadd är ofruktbar med lite eller ingen växtlighet.